# 伊甸 (動畫)
《伊甸》（日語：エデン）是一部臺日合拍的科幻動畫，是Netflix第一部自製動畫影集，由美國製片賈斯汀·利奇提出企劃，日本導演入江泰浩執導，台灣西基電腦動畫公司負責動畫製作。
故事講述的是一位小女孩在末日过後被兩具機器人發現並撫養。原訂2020年上線，因疫情影響延至2021年5月上線，每集25分鐘。

## 創作
為採用先配音再進行動畫製作的方式，首次替主角配音的高野麻里佳在訪談中提到這種方式很考驗自身的想像力。動畫使用3D電腦動畫呈現，角色面部表情與口部動作為動態捕捉，提供製作影像參考。

## 角色
有日語、英語兩種配音。
莎拉（配音：高野麻里佳/露比·蘿絲·特納）
本作主角。
E92（配音：伊藤健太郎/大衛·田納特）
莎拉稱為「爸爸」的機器人。
A37（配音：冰上恭子/羅莎瑞·道森）
莎拉稱為「媽媽」的機器人。
ZERO（配音：山寺宏一/尼爾·派屈克·哈里斯）
目標是消滅人類的AI，原是負責伊甸三的警衛。
S566（配音：新垣樽助/J·P·卡爾立克）
莎拉稱為「ジョーおじさん」的機器人。
蘇黎世（配音：桑原由氣/卡珊德拉·李·莫里斯）
在伊甸三地底遺跡找到的最初伊甸一的AI警衛。
日內瓦（配音：甲斐田裕子/茱莉·奈森桑）
輔助ZERO的AI。

## 集數
| 集數 | 標題  | 導演     | 編劇       | 上線日期      |
| ---- | ----- | -------- | ---------- | ------------- |
| 1    | 第1集 | 入江泰浩 | 上野貴美子 | 2021年5月27日 |
| 2    | 第2集 | 入江泰浩 | 上野貴美子 | 2021年5月27日 |
| 3    | 第3集 | 入江泰浩 | 上野貴美子 | 2021年5月27日 |
| 4    | 第4集 | 入江泰浩 | 上野貴美子 | 2021年5月27日 |

## 衍生作品
改編漫畫化於2月21日發售的《月刊YOUNGKING OURS GH》4月号（少年画報社）開始連載，由磯本つよし負責作畫。另於4月30日《別冊コロコロコミックSpecial6月号》刊載特別漫畫，由山田一喜負責作畫。

## 参見
- 伊甸園

## 外部連結
- 在Netflix上觀看《伊甸》